# Oyten
Oyten – gmina samodzielna (niem. Einheitsgemeinde) w Niemczech, w kraju związkowym Dolna Saksonia, w powiecie Verden.

## Geografia
Gmina Oyten położona jest 15 km na wschód od Bremy.

## Współpraca
- Dunapataj, Węgry